# Блинов, Алексей Владимирович
Алексе́й Влади́мирович Блино́в (род. 11 января 1964, Ленинград) — игрок телевизионного клуба «Что? Где? Когда?» (1991—2012).

## Биография
Алексей Блинов окончил в 1986 году Ленинградский институт текстильной и легкой промышленности им. С. М. Кирова по специальности «инженер-технолог».
В 1999 году окончил Санкт-Петербургскую инженерно-экономическую академию. Был заместителем председателя Комитета по транспорту в администрации Санкт-Петербурга, заместителем генерального директора «Петербургской топливной компании», директором ООО «Скания-Питер» по продажам и маркетингу, вице-президентом «Собинбанка», генеральным директором ООО «Известия — Санкт-Петербург». Возглавлял отдел социальных проектов ФК «Зенит».
С 2017 года является генеральным директором и главным редактором еженедельного петербургского журнала-телегида «Панорама TV» (ЗАО «Медиа Пресс»).

## Участие в интеллектуальных играх
Ещё в школе организовал при комитете комсомола клуб любителей игры «Что? Где? Когда?». Первый чемпион СССР по «Брейн-рингу». Первую игру в телевизионном клубе «Что? Где? Когда?» провёл в 1991 году. Играл только в качестве капитана команды. В составе команды Блинова в разное время играли: Ровшан Аскеров, Борис Бурда, Михаил Басс, Ирина Гандилян, Елена Орлова, Олег Котляр, Владимир Левинтов-Левитан, Фёдор Двинятин, Александр и Инна Друзь, Вадим Карлинский, Александр Рубин, Василий Уткин, Сергей Царьков, Михаил Скипский, Илья Новиков. Команда одержала несколько разгромных побед, которые вошли в историю телеклуба (в том числе со счётом 6:1).
Двукратный обладатель «Хрустальной совы» (летняя серия 1992 года и зимняя серия 1993 года) и погона «Лучшего капитана Клуба». Капитан «сборной 90-х годов» в летней серии игр 2001 года, посвященной памяти Владимира Ворошилова. В 2017 году участвовал совместно с дочерью в телепередаче «Кто хочет стать миллионером» и выиграл 400 тысяч рублей (эфир от 23 сентября 2017 года).

## Личная жизнь
Дочь — Алёна Блинова, также знаток телевизионного клуба «Что? Где? Когда?». Присутствовала на летних играх 2001 года, как игрок дебютировала в 2016 году.

## Награды
- Благодарность Президента Российской Федерации (4 сентября 2023 года) — за заслуги в развитии средств массовой информации и многолетнюю добросовестную работу[14]